# Caudan
Caudan (en bretó Kaodan) és un municipi francès, situat a la regió de Bretanya, al departament d'Ar Mor-Bihan. L'any 2006 tenia 6.810 habitants. Limita amb els municipis de Cléguer i Inzinzac-Lochrist al nord, al sud amb Lanester, amb Hennebont a l'oest i a l'est amb Pont-Scorff i Quéven. Els rius Scorff (Ar Scorv) i Blavet (ar Blañwezh) fan frontera natural a l'est i oest. El consell municipal ha aprovat la carta Ya d'ar brezhoneg.

## Demografia
| Evolució de la població Cassini et INSEE |       |       |       |       |       |       |       |       |
| 1793                                     | 1800  | 1806  | 1821  | 1831  | 1836  | 1841  | 1846  | 1851  |
| 3 242                                    | 3 619 | 3 450 | 3 496 | 3 475 | 3 374 | 3 018 | 3 059 | 3 954 |

| 1856  | 1861  | 1866  | 1872  | 1876  | 1881  | 1886  | 1891  | 1896  |
| ----- | ----- | ----- | ----- | ----- | ----- | ----- | ----- | ----- |
| 4 069 | 4 755 | 5 167 | 5 478 | 5 707 | 6 458 | 7 279 | 7 670 | 7 999 |

| 1901  | 1906  | 1911  | 1921  | 1926  | 1931  | 1936  | 1946  | 1954  |
| ----- | ----- | ----- | ----- | ----- | ----- | ----- | ----- | ----- |
| 9 011 | 9 646 | 2 487 | 2 393 | 2 376 | 2 396 | 2 317 | 2 141 | 2 536 |

| 1962  | 1968  | 1975  | 1982  | 1990  | 1999  | 2006 | 2011 | 2016 |
| ----- | ----- | ----- | ----- | ----- | ----- | ---- | ---- | ---- |
| 2 665 | 2 686 | 4 764 | 5 819 | 6 674 | 6 744 | -    | -    | -    |

| 2019 | - | - | - | - | - | - | - | - |
| ---- | - | - | - | - | - | - | - | - |
| -    | - | - | - | - | - | - | - | - |

## Administració
| Període   | Identitat          | Partit |
| --------- | ------------------ | ------ |
| 1977-2001 | Joseph Le Ravallec |        |
| 2001-     | Gérard Falquerho   |        |